# 合村并居
合村并居，是指中华人民共和国山东省在2019年开始推行的农村改造政策，其主要内容包括：拆除农民住房、合并原有村庄，建立新型农村社区，让农民集中住进楼房。合村并居政策因推行突然、违背民众意愿、造成家庭财政负担，滋扰村民、对村民“威逼利诱”等原因，备受争议。山东省政府亦称该政策为“优化村庄布局”，或“建设美丽宜居乡村”。

## 政策

### 背景和试点
浙江省曾于2003年启动合村并居试点工作。
2006年，山东省潍坊市下辖的昌乐县启动了合村并点工作。但截至2010年8月，只有3个社区的行政村实行实质性合并，其余71个社区的行政村未合并。2009年，山东省德州市平原县根据德州市委的部署，启动了村庄合并工作。平原县将全县876个行政村合并为180个农村社区。村(社区)平均人口由合并前的440人增加到2139人。合并后，全县村“两委”（党支部和社区村、居委会）成员共1254人，比合并前减少了2405人。村干部工资开支每年减少500余万元，年节省开支共1000余万元。同时，全县计算将节约土地10余亩，相当于一个中等乡镇的土地总和。有学者根据对山东省此两个县的调研，认为在城郊和镇周边地区工业化和城市化程度较高，适合考虑合村并居，而村庄比较密集的纯农业区，则应合村不并居，其他地方则应以原行政村为基础进行建设，不合村也不并居。
2017 年，中共十九大提出乡村振兴战略，表示要继续“工业反哺农业、城市支持农村”举措。乡村振兴战略以农业农村现代化为目标，要求乡村做到“产业兴旺、生态宜居、乡风文明、治理有效、生活富裕”。战略包括农业现代化，发展农民合作社和家庭农场，推进乡村治理能力和治理水平现代化、和改善农民精神风貌等目标。
随后，中共中央、国务院印发的《乡村振兴战略规划（2018-2022年）》提出，“位于生存条件恶劣、生态环境脆弱、自然灾害频发等地区的村庄，因重大项目建设需要搬迁的村庄，以及人口流失特别严重的村庄”，可通过易地扶贫搬迁、生态宜居搬迁、农村集聚发展搬迁等方式，实施村庄搬迁撤并。同时，《战略规划》明确农村居民点迁建和村庄撤并，必须尊重农民意愿并经村民代表大会同意，不得强制农民搬迁和集中上楼。
2019年，中共中央、国务院下发《关于建立国土空间规划体系并监督实施的若干意见》，要求编制“多规合一”的实用性村庄规划。中央农办等5部门下发《关于统筹推进村庄规划工作的意见》，要求各省结合各级国土空间规划编制工作，2019年年底完成村庄分类工作，2020年年底完成村庄布局，有条件、有需求的村庄实现村庄规划应编尽编。
2020年5月6日，山东省自然资源厅发布“省自然资源厅召开《山东省村庄布局专项规划》等项目和技术规程专家研讨会”，消息称，国土空间空间规划处将“编制全省村庄布局专项规划，指导各地完成县域村庄布局，制定全省合村并居规划指导，稳妥推进合村并居”，引发广泛关注。

### 政策目的
山东广播电视台下属的齐鲁网称，合村并居工作可以帮助解决村级组织运转成本高、空心村比例高、基础设施建设成本高问题，改善农村基础设施和农民生产生活条件、加快推进城镇化和农业农村现代化。该文章后被山东政府新闻办公室管理的中国山东网转载。文章称，山东省农村常住人口4900多万，行政村6.9万个，村庄密度0.43个/平方公里，平均每个村700多人。与广东、浙江、江苏等省相比，山东农村人口多，村庄规模小、密度大。政府称，“农村越来越多的年轻人向城市聚集，导致农村空心村多、老人和留守儿童多，教育、医疗、养老等问题越来越突出，”而山东农村人口分散，导致基础设施和公共服务设施的成本过高。
2020年6月17日，山东省人民政府召开新闻发布会，省自然资源厅厅长李琥介绍称，2019年山东省批复项目114个，涉及村庄268个。2020年将“在县域层面基本完成村庄布局工作，有条件、有需求的村庄实现村庄规划应编尽编。” 李琥还承诺，村民同意率必须达到95%以上才能实施，不搞强迫命令“一刀切”，不能增加农民负担。同时，李琥称目前农村社区建设处在探索推进阶段，没有下指标派任务，没有大规模的大拆大建。同时，山东省承认，“在具体实施中，也存在个别项目论证不充分、政策宣讲不到位、工作作风不细致、方式方法简单等问题”。

### 实施时间表
山东济南、青岛、菏泽等市，在2020年政府工作报告中，均明确提及了合村并居政策要求。其中，菏泽市称，2020年要完成土地增减挂钩3万亩以上。济南市济阳区称，计划三年内完成全部村庄改造，提出2020年要撤并三分之一的行政村。济阳区区委书记吕灿华称，“开展农村土地综合整治，是省、市交给我们的硬任务，必须要坚决完成。”

## 争议

### 对村民的“软硬皆施”
在2020年4月中旬，山东滨州袁家村突然召开村民大会，镇领导宣布袁家村被纳入合村并居范围，率先拆村。随即，一百多位乡镇干部组成的工作组开进袁家村，入户宣传动员。当地政府在动员农民拆房子的同时，却无法向他们承诺何时何地建好新社区。当地村民袁珍（化名）被六个干部组成的工作组带上面包车，暂时没收其手机，并因怕有人跟踪，在国道上绕了一圈，才开到乡政府的另一个社区办事处。
从上午十点到晚上两点，六个工作人员与她谈了16个小时。除了描绘美好前景，工作人员还威胁袁珍称，做“钉子户”会影响子女上大学、考公务员，甚至影响子女结婚。虽然袁珍家属报警，但派出所民警解释说这不是非法拘禁，而是做工作。乡干部甚至表示：你看，派出所也听政府的，报警也没用。袁珍称，隔壁水库搬迁村，村子被拆了两年了，村民还在流浪。
山东菏泽的孙家庄政府既未出示任何文件，也未告知还建楼房的面积大小和价格如何，只是口头表达被拆房子的最高标准是每平米600元。虽然村民大多不同意，但党员和干部必须带头，当地派出所时不时地将拍照“阻挠”拆迁的村民传唤问话。当地政府也动员有干部身份的亲戚上门做工作。软硬兼施下，全村260户中，已有60户签订了拆迁合同。
在临沂李家村，从2019年十月开始大规模拆迁。安置楼房正在离村4公里处建设，不具备入住条件，且补偿标准极低，拆掉的平房无法置换一套楼房，村民李尚（化名）和村里的部分村民成了“钉子户”。从2020年三月底开始，李尚留守家中的父母亲每天都要面对家中田地被挖、作物被损毁、断路断电、家门口被放鞭炮、房屋玻璃被砸碎等滋扰。李尚的父母无法忍受，于6月11日投奔在外地工作的李尚。6月13日中午，在没有接到任何电话、短信告知的情况下，李尚家的房子被强拆了。李尚称，他报过警，写过上访信，打过市长热线，但都没用。
民众称，政府会利用“群防群正”的策略，策动要求体制内的亲戚朋友来做说客。如果不成，则可能动用公安传唤，环保、安全、消防等各个执法部门上门检查。

### 对村民家庭财政的负担
据报道，村民被拆之后，居住质量不仅大大降低，还得倒贴十万左右才能住进楼房。搬进楼房后，不仅耕作不方便，水、气、取暖等费用，一年将增加几千元生活成本。同时，老年人普遍要住车库。虽然面上的说法都是腿脚不便，不好上楼，但报道称，实际原因是，老年人如果和子女住在一起，一定会在狭小空间内激起无数家庭矛盾。为了维持家庭和谐，老年人只能忍痛住在“冬冷夏热”的车库里。
同时，绝大多数地方推行合村并居都是“先拆后建”。政府虽然会发放少量安置费，但根本不够生活。被拆农民只有三个选择：租房、投亲靠友和搭窝棚。一旦哪个地方推行合村并居，农民住窝棚的景象就会大面积出现。

### 学者批评
- 中国人民大学学术委员会副主任温铁军教授认为，山东省的“合村并居”，主要是由地方严重的债务危机引起的[14]。政策的目的在于通过拆迁农居还耕取得土地指标，以供房地产建设，缓解地方债务问题，并增加地方政府利益[14]。温铁军称，大危机下的“拆房并居”必然导致“鸡飞狗跳”，不得人心，并痛斥地方干部“没有责任感”，应该发动群众、同甘共苦，共同面对危机[14]。
- 武汉大学社会学院院长贺雪峰认为，“绝大多数农户都已经自发到城市买房了，农民城市化是必然趋势，但是指望靠合村并居来为农民提供良好基础设施，恰恰是花了大钱没办成事。”[11] 贺雪峰称，还有很多无法进城的农户需要留村务农，还有大量进城失败的农民将来需要返乡，村庄对农民生活的保底显然极为重要[10]。贺雪峰看来，现在推行合村并居的目的，或是将拆农民房子所减少的农村建设用地，变成可以交易的城市建设用地指标[10]。他表示，“地方政府为了获得城市建设用地指标，动起歪脑筋，通过合村并点来拆农民房子。拆了农民房子农民住哪里？就住到廉价低质量建设的所谓社区，农民生活生产因此变得很不便利。”[11]

### 法律争议
- 有评论认为，《土地管理法》的规定农村宅基地属于农民集体所有，依法登记的土地的所有权和使用权受法律保护，强行拆掉农民耗尽积蓄建造的房子，驱赶、要农民自己贴钱甚至举债上楼，侵犯了农民合法财产权益，也是违背初心的伤民之举[8]。
- 北京律师王鹏就“合村并居”问题向山东省政府相关部门申请信息公开未果[15]。

## 相关作品

### 文章
- 《山东合村并居的真实情况》 吕德文[1]

作者为武汉大学中国乡村治理研究中心研究员，该篇纪实报道亦引发广泛讨论。

### 电影
- 《何处为家：沉默》（纪录片，2021年）

导演、制片及摄影均为张金隆，该片于2021年5月3日发布，但随后在中国大陆的审查压力下，被清除消息。2021年5月7日，导演发布相关手记，并在Youtube提供免费观看。